# Gustave-Antoine Petit
Gustave-Antoine Petit, francoski general, * 1882, † 1952.